# أندرو دالتون
أندرو دالتون (14 مارس 1947 - ) (بالإنجليزية: Andrew Dalton)‏ هو لاعب كريكت بريطاني.